# Velký Stožek
Velký Stožek (polsky Stożek Wielki) je 978 metrů vysoká hora na Těšínsku, ve Slezských Beskydech. Leží na česko-polské hranici; česká strana spadá do katastru obcí Návsí a Nýdek, polská strana přísluší k městu Visla.
Na polské straně hory je pod vrcholem turistická chata, vybudovaná v roce 1922.

## Přístup

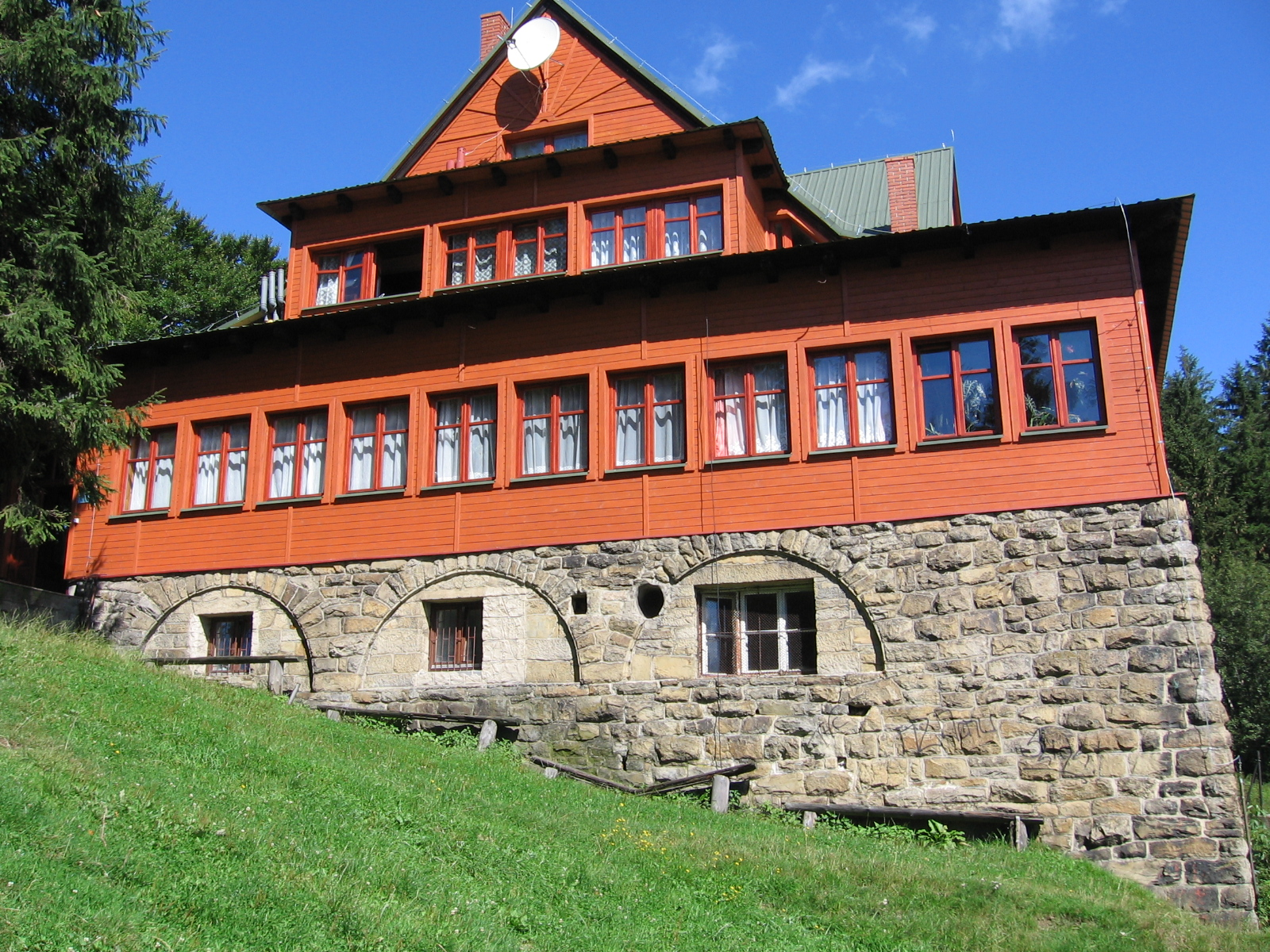
Polská chata PTTK na Velkém Stožku

Z české strany vede na Velký Stožek modře značená turistická trasa z Jablunkova přes sedlo Groníček, která pokračuje severním směrem po hřebeni na Malý Stožek a Velkou Čantoryji. Z polské strany vede turistická trasa do města Visla.